# Božena Němčická
Božena Němčická (okolo 1902 Strážnice – ???) byla česká právnička, feministka a advokátka, absolventka Právnická fakulta Univerzity Komenského v Bratislavě. Roku 1928 se stala první ženou-absolventkou na své alma mater, a tím i první právničkou vystudovanou na Slovensku.

## Život
Narodila se ve Strážnici nedaleko Hodonína na jižní Moravě. Po absolvování obecné školy začala studovat jako mimořádná hospitantka Gymnázium ve Strážnici, které zakončila maturitní zkouškou v dubnu 1920. Následně nastoupila ke studiu na Právnickou fakultu Univerzity Komenského v Bratislavě. Až do roku 1900 docházely dívky na přednášky na hospitační studium (bez statutu řádné posluchačky); v roce 1900 bylo novým zákonem dívkám umožněno skládat zkoušky za celou dosavadní dobu studia. Řádné studium práv mohly ženy nastoupit až se vznikem Československa roku 1918.
Němčická odpromovala 8. listopadu 1928 sub auspiciis a získala titul JUDr. Stala se tak první absolventkou tohoto oboru na univerzitě a vůbec na celém Slovensku. Rovněž patřila mezi první absolventky práv v celém Československu: Anděla Kozáková-Jírová se stala absolventkou práv v ČSR na Univerzitě Karlově v Praze v roce 1923. Němčická pak pracovala na fakultě jako odborná asistentka.
Ještě před rozpadem tzv. První republiky roku 1938 tehdy působilo na území ČSR 45 právniček.

## Dílo
- O poměru mezinárodního a vnitrostátního právního řádu v teorii a judikatuře Československých soudů (1930)[4]